# مسجد كارتلاب خان
مسجد كارتلاب خان أو مسجد بازار بيجوم يقع المسجد في منطقة بيجوم بازار في دكا القديمة عاصمة بنغلاديش.

## البناء
تم بناء المسجد من قبل نواب الديوان مرشد قولي خان الملقب كارتلاب خان في الفترة بين أعوام (1701 - 1704)، يتكون المسجد من منصة عالية، المسجد مسقوف ويعلو سقفه خمس قباب بصلية الشكل، المسجد كله أعيد بناؤها مرة واحدة من قبل جميدر دكا ميرزا غلام بير وفقا لرغبات مرشد قولي خان الذي دفن تحت مدخل المسجد.

## التاريخ
عين كارتلاب خان كمدير للديوان أو مدير الإيرادات من قبل الإمبراطور أرنغزيب عندما كان نائب الملك، كان اسمه الأصلي مرشد قولي خان لكنه حصل على لقب كارتلاب خان من الإمبراطور أرنغزيب لكفاءته في إدارة الإيرادات، بعد قدومه للبنغال بنى مسجده في دكا وهو المعروف بعد اسمه الآن، مرشد خان الخولي نقل من مقر إدارة الإيرادات من دكا إلى مكشسباد.
المسجد بلا شك هو واحد من المباني الأكثر إثارة للإعجاب من الفن المغولي في العاصمة دكا، بعد أن تم بناؤه على منصة مرتفعة أقيم تحته منصة منخفظة بها مجموعة من الغرف المستطيلة الشكل التي تم السماح بها لأصحاب المتاجر، تم بناء السوق لتغطية نفقات المسجد، في عام 1777 أخذت السيطرة على السوق بواسطة بيجوم ابنة نائب ناظم شرفراز خان، واخذ اسمها سوق بيجوم.

## القيمة المعمارية
الجامع يحوي على أبراج تمتد من زاوياه وعي بقياس 28.65 متر طولا وعرض 8.23 متر، والمدخل يقع في الشرق من خلال خمسة مداخل مقنطرة يفتح كل منها تحت نصف القبة ويحيط بها الأبراج النحيلة المثمنة الشكل، التي ترتفع فوق الحواجز، هناك مدخل واحد في منتصف كل جدار من الجدران الشمالي والجنوبي، اما الجدار الغربي الداخلي ففيه خمسة محاريب شبه مثمنة، داخل المسجد تتشكيل قاعة مستطيلة الشكل كبيرة بطول 25.60 متر وعرض 5.18 متر، وتنقسم القاعة إلى خمسة خلجان من قبل أربعة أقواس عرضية.